# Deives Picáz

Pessoa Com Deficiência

Deives Picáz nasceu em Canoas, Rio Grande do Sul e foi criado na Região Metropolitana de Porto Alegre, Rio Grande do Sul. Ele é influenciador digital e ativista. Com agenesia de membros, uma deficiência física que impediu a formação do seu antebraço direito, ele usa as plataformas digitais para desmistificar o capacitismo. Deives também é embaixador da Dar a Mão, uma associação que, sem fins lucrativos, visa dar suporte para pessoas com a mesma deficiência que ele. O influenciador digital é uma das principais vozes da luta anticapacitista. Em seu perfil nas redes sociais, produz conteúdo focado na conscientização e aprendizado. Além da causa PcD, Deives também é gay e levanta muitos debates sobre a comunidade LGBT, da qual faz parte.
Contando com um público de mais de 60 mil pessoas somando suas redes sociais, Deives ressalta a importância de espalhar conhecimento e informação sobre as questões sociais que vive.